# علی‌اصغر تجویدی
علی اصغر تجویدی (زاده ۱۳۲۷ فسا) هنرمند نگارگر و مجسمه‌ساز استان فارس و دارای نشان عالی هنر است.

## زندگی‌نامه
علی اصغر تجویدی در سال ۱۳۲۷ در شهرستان فسا استان فارس به دنیا آمد. او از همان کودکی به نقاشی علاقه‌مند شد و مشاهده جلوه‌های طبیعت او را به سوی هنر نگارگری سوق داد. او در خصوص آموختن این هنر می‌گوید: «علی اکبر تجویدی به‌طور غیر مستقیم نخستین معلم من بود و من از روی کارهای او و برادرش الهام می‌گرفتم. آن روزها ۱۲ سالم بود و امکانات هم محدود بود. آثار این هنرمندها را در کتاب‌های شعر مثل دیوان حافظ و مولانا و شاهنامه فردوسی می‌دیدم و از روی آنها کپی می‌کردم. خصوصاً از روی دیوان حافظ و خیامی که محمد تجویدی کار کرده بود.»
تجویدی پس از گذراندن تحصیلات ابتدائی و متوسطه برای بالا بردن سطح آگاهی‌های خود در زمینه هنر به تهران رفت و سال ۱۳۵۲ در دانشکده هنرهای زیبای دانشگاه تهران در گروه هنرهای تجسمی به تحصیل مشغول شد و در سال ۱۳۵۶ در رشته مجسمه‌سازی با کسب رتبه نخست دانشکده را به پایان رسانید. وی همزمان با مجسمه‌سازی، نگارگری ایرانی را نیز به‌طور جدی ادامه داد.
وی در نقاشی قلمی توانا دارد و آشنایی اش با تاریخ باستان و مطالعه آثار هنرمندان دوران رنسانس اروپا و نگارگر چیره‌دست ایرانی محمود فرشچیان تأثیر زیادی در آثار هنری او داشته‌است. وی دارای یک پسر و یک دختر به نام های امیر ارسلان و افسانه می باشد. که هر دو هنرمند در حوزه موسیقی و نقاشی می باشند. امیر ارسلان تجویدی متولد سال ۱۳۵۸ موزیسین (ویولن کلاسیک)، استاد دانشگاه و از نگارگران معاصر می باشد.

## آثار
مینیاتورهای علی اصغر تجویدی در سال ۱۳۶۹ برای اولین بار توسط انتشارات یساولی در قالب یک کتاب منتشر شد.
تذهیب نفیس دیوان حافظ که توسط نشر کلهر به خط رسول مرادی به چاپ رسیده‌است از دیگر آثار این نگارگر ایرانی است.
مینیاتورهای جام الست، شیخ صنعان و دختر ترسا، شور مستی، آفتاب می، دختر و اژدها، خیال نقش تو، ترنم، یوسف و زلیخا، آهنگ چنگ، شیرین و فرهاد، دختر غمگین، فردوسی، معراج، پیل در شب تار، ایوان مدائن، محرم راز، همای سعادت، جنگ دریایی و … مینیاتورهای شاخص تجویدی به‌شمار می‌روند. مژده بهار، مژده وصال، زمزمه، پیر خرابات، تالار آپادانا، بردیده، حوران بهشتی، جشن آب پاشان، فرش پازیریک، ترنم، اردویسور آناهیتا، گل آدم، عکس رخ یار، هنگام صبوح، زال و سیمرغ، یوسف، تخت جمشید و اسبها از تابلوهای نقاشی علی اصغر تجویدی است.

## جوایز و افتخارات
علی اصغر تجویدی در نمایشگاه‌های هنری داخل و خارج از کشور شرکت نموده و موفق به دریافت لوح افتخار و جوایزی گردیده‌است. دریافت دیپلم افتخار «مینیاتور» نگارگری ایرانی از Art Addiction Sweden در سال ۲۰۰۲، دریافت جایزه البرز در سال ۱۳۵۶، دریافت لوح افتخار و جایزه ویژه به خاطر تابلو «نوروز در تخت جمشید» از وزارت فرهنگ و ارشاد اسلامی در سال ۱۳۷۶، دارای نشان درجه یک هنری از سازمان میراث فرهنگی کشور در سال ۱۳۸۴، تدریس در دانشکده هنرهای زیبا دانشگاه تهران در سال‌های ۱۳۶۳–۱۳۶۲، تدریس در دانشکده هنر و معماری دانشگاه شیراز و آموزشکده فنی و حرفه‌ای دختران شیراز، شرکت در نمایشگاه‌های نگارگری ایرانی پاریس، مسقط، عشق‌آباد، استکهلم، موزه هنرهای معاصر تهران، فرهنگسرای نیاوران و همچنین نمایشگاه‌های صنایع دستی شیراز، همدان، تبریز و… و چاپ دو آلبوم نگارگری ایرانی و تصویر نگاری دیوان حافظ و همچنین همکاری با فرهنگستان هنر در تصویرنگاری شاهنامه فردوسی بخشی از کارنامه هنری او است.